# Centennial Park Stadium
El Centennial Park Stadium es un estadio con capacidad para 2.200 espectadores ubicado en Toronto, Ontario, Canadá. Se utiliza principalmente para fútbol, atletismo, fútbol canadiense y ocasionalmente para kabaddi. 
El parque también se utiliza para las finales de fútbol americano de ROPSSAA y la PSAA (Asociación Atlética de Escuelas Privadas) el primer lunes de mayo para una competencia anual de atletismo. El estadio lleva el nombre del parque de la ciudad en el que se encuentra, que se inauguró durante el año del centenario de Canadá de 1967; el estadio fue inaugurado en 1975, ocho años después del centenario. Se encuentra dentro de Centennial Park (Toronto) en el distrito de Etobicoke, al sur del Aeropuerto Internacional Toronto Pearson y cerca de la intersección de Rathburn Road y Renforth Drive. 
Fue construido en 1975. El estadio también fue sede de la primera edición de los Campeonatos de Atletas Veteranos en 1975. El estadio acogió la ceremonia de clausura de los Juegos Paralímpicos de Toronto 1976 y algunos de los eventos deportivos. El estadio tiene asientos en una tribuna en el lado oeste y un pequeño marcador en el extremo norte del campo. Es el estadio de los clubes de fútbol Toronto Lynx (masculino y femenino). Cada mes de junio organiza el evento Relay For Life en Toronto West, un evento para recaudar fondos para la Sociedad Canadiense del Cáncer. El estadio albergó las finales de la Canadian Soccer League en 1998, 2010, 2011 y 2014.
En 2017, hubo llamamientos y apoyo para que el estadio cambiara de nombre en honor al exalcalde Rob Ford como Rob Ford Memorial Stadium, pero una reunión del consejo municipal rechazó la moción el 4 de octubre de 2017.